# Real Audiencia del Messico
La Real Audiencia de México (in italiano Real Audiencia del Messico) era una Real Audiencia della corona spagnola nel Regno del Messico. Fu istituita tramite decreto reale il 13 dicembre 1527, ed aveva sede a Città del Messico.

## Precedenti
Hernán Cortés decise di istituire un governo nella città di Coyoacán, a sud del lago di Texcoco, per il fatto che Tenochtitlán era in rovina dopo la sua caduta. Da qui governò con il titolo di capitano generale e Justicia Mayor. Sempre da Coyoacán organizzò numerose spedizioni di conquista con l'obbiettivo di sottomettere i popoli indigeni delle varie regioni che, in seguito, avrebbero formato il vicereame della Nuova Spagna.
La prima Real Audiencia del Messico fu creata nel 1528, e guidata dal corrotto Nuño Beltrán de Guzmán, al quale si oppose il primo arcivescovo di Città del Messico, Juan de Zumárraga. Quattro anni dopo, nel 1532, venne creato il vicereame della Nuova Spagna, anche se il primo viceré, Antonio de Mendoza, arrivò in Messico solo nel 1535. Il viceré ricevette il potere esecutivo di governo dall'Audiencia, e ne fu il primo presidente. Nel decennio che seguì, dato l'alto numero di civiltà conquistate, fu creata una seconda audiencia a Guadalajara.

## Struttura
La legge III (Audiencia y Chancillería Real de México en la Nueva España) del titolo XV (De las Audiencias y Chancillerias Reales de las Indias) del libro II della Recopilación de Leyes de las Indias del 1680 (che conteneva i decreti del 29 novembre 1527, 13 dicembre 1527, 12 luglio 1530, 22 aprile 1548, 17 novembre 1553 e 19 gennaio 1560) descriveva i confini e le funzioni della Audiencia.
La legge XLVII dello stesso libro e titolo è il decreto di Filippo III di Spagna del 30 gennaio 1600, che affermava che in caso di sede vacante del viceré, l'Audiencia del Messico avrebbe funto da viceré ad interim, governando direttamente le province della Nuova Spagna e sovrintendendo all'area della Audiencia di Guadalajara per questioni amministrative.